# Emil Cordes
Jochim Emil Cordes (* 20. August 1829 in Lübeck; † 11. Oktober 1900 in München) war ein deutscher Mediziner des 19. Jahrhunderts.

## Leben
Cordes stammte aus einer Kaufmannsfamilie; sein Vater Johann Jochim Cordes (1782–1866) war Teilhaber des Lübecker Handelshauses J.G. Nöltingk & Cordes, seine Mutter Emilie Christiane Cordes, geborene Grautoff (1790–1849), war eine Pastorentochter aus Kirchwerder und die Schwester von Ferdinand Heinrich Grautoff. Der Maler Johann Wilhelm Cordes war sein älterer Bruder. Er besuchte das Katharineum zu Lübeck und begann 1849 sein Studium der Medizin. 1851 wurde er an der Universität Würzburg Mitglied des Corps Nassovia Würzburg. An der Universität Berlin promovierte er 1853 zum Dr. med. mit einer Dissertation über Rheumatismus. Nach einer Amerikareise legte er in Berlin 1857 auch sein medizinisches Staatsexamen ab. Er ließ sich in seiner Heimatstadt als Arzt nieder und betreute nebenberuflich auch das Lübecker Militär, zuletzt seit 1863 als Oberarzt. Während der Zeit seiner Tätigkeit in Lübeck waren ihm die hygienischen Verhältnisse in der Stadt ein besonderes Anliegen. Auch Lübeck litt seit dem Aufkommen der Cholera in Mitteleuropa um 1830 seit 1832 unter regelmäßigen Epidemien. Cordes untersuchte das Grundwasser und die Trinkwasserversorgung der Stadt und setzte sich im Ergebnis seiner Untersuchungen für Verbesserungen der Abwasserentsorgung und er Trinkwasserversorgung (siehe Lübecker Wasserkunst (1867)) ein, so dass in Lübeck die Cholera nach Umsetzung der Maßnahmen ab 1866 nicht mehr ausbrach.

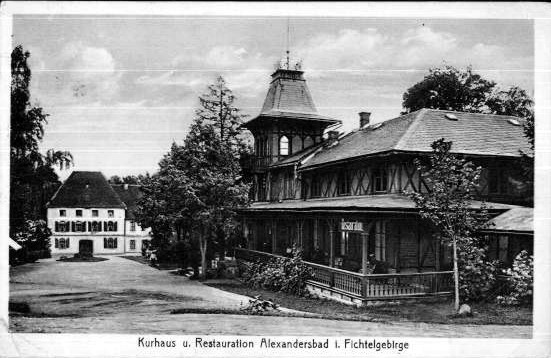
Alexandersbad 1899

Im Frühjahr 1868 wurde Cordes Leiter der Wasserheilstätte Bad Alexandersbad im Fichtelgebirge, die er als Einrichtung im Schloss Alexandersbad kurz danach kaufte. Die Saison von Mitte Mai bis Oktober verbrachte er hier, seinen Winterwohnsitz nahm er in München im Lehel in der Bruderstraße 9. 1881 konnte er unter gleichzeitiger Gründung einer Aktiengesellschaft das ebenfalls in Alexandersbad ansässige Stahlbad übernehmen; 1884 ließ er ein neues Kurhaus bauen. Ab Mitte der 1880er führten den Betrieb in Alexandersbad angestellte Ärzte. Cordes konzentrierte sich auf seine Praxis in München, wo er sich der Psychiatrie zuwandte. Schon 1872 veröffentlichte er eine der grundlegenden Beschreibungen der Agoraphobie (Platzangst).
In Anerkennung seiner Verdienste wurde Cordes zum königlich-bayerischen Hofrat ernannt. Er war rege an Kunst und Kultur interessiert und gehörte einem Freundeskreis um den Dichter Paul Heyse an. Den künstlerischen Nachlass seines Bruders, den er nach dessen Tod 1869 geerbt hatte, vermachte er dem Museum in Lübeck. Er ist heute Bestandteil der Sammlungen des Museums Behnhaus in Lübeck.

## Schriften
- De acuto et chronico articulorum rheumatismo: dissertatio inauguralis medica. Schlesinger, 1853.
- Die Cholera in Lübeck: einige Worte an den Patriotismus und die Behörden; nebst einem Plan der Stadt, enthaltend die Todesfälle in den einzelnen Straßen. Asschenfeldt, Lübeck 1861.
- Beleuchtung des Entwurfes einer Medizinalordnung für den Freistaat Lübeck. Lübeck 1866.
- Die Cholera in Lübeck. München 1868.
- Die Platzangst (Agoraphobie), Symptom einer Erschöpfungsparese. In: Archiv fur Psychiatrie und Nervenkrankheiten. 3 (1872), S. 521–574.
- Prospect der Wasserheilanstalt zu Alexandersbad im Fichtelgebirge kgl. bayer. Kreis Oberfranken. 1875.